# Championnats d'Europe de char à voile 1977
Navigation
1976 1978
Les 15e championnats d'Europe de char à voile 1977, organisés par le pays hôte sous l'égide de la fédération internationale du char à voile, se sont déroulés à Saint-Jean-de-Monts dans le département de la Vendée en France,.

## Podiums
| Épreuve  | Or           | Argent         | Bronze           |
| Classe 2 | John Healey  | Benoit Demoury | Piet Verdonck    |
| Classe 3 | R. Bellanger | Michel Morel   | Bertrand Lambert |

| Épreuve | Or           | Argent              | Bronze                    |
| dames   | Vivian Ellis | Marie Pierre Passet | Valérie Ribaud de Gineste |

## Tableau des médailles par nation
| Rang | Nation      | Or | Argent | Bronze | Total |
| ---- | ----------- | -- | ------ | ------ | ----- |
| 1    | France      | 1  | 2      | 1      | 4     |
| 2    | Royaume-Uni | 1  | -      | -      | 1     |
| 3    | Belgique    | -  | -      | 1      | 1     |

| Rang | Nation      | Or | Argent | Bronze | Total |
| ---- | ----------- | -- | ------ | ------ | ----- |
| 1    | Royaume-Uni | 1  | -      | -      | 1     |
| 2    | France      | -  | 1      | 1      | 2     |